# Immaculata Baumann
Immaculata Baumann OCist (* 16. Mai 1907 in Bruchsal; † 23. Oktober 1992 in Waldsassen) war eine deutsche Zisterzienserin und Äbtissin des Klosters Waldsassen von 1974 bis 1992.

## Leben
Als Hildegard Gertraud Baumann geboren, besuchte sie nach der Grundschule das humanistische Schönborn-Gymnasium Bruchsal, wo sie 1925 als einziges weibliches Mitglied ihres Jahrgangs das Abitur ablegte. 1932 trat sie nach dem Studium der Philologie und Pädagogik in die Zisterzienserinnenabtei Waldsassen ein, wo sie den Ordensnamen Maria Immaculata annahm. In der Zeit der NS-Diktatur musste sie ihre Arbeit als Lehrerin an der Mädchenvolksschule unterbrechen. Sie war dann Verwalterin der Klostermühle, Präfektin des Internats, Priorin und Cellerain. Am 24. August 1974 wurde sie vom Konvent zur dritten Äbtissin gewählt. Die Weihe erfolgte durch den Regensburger Bischof Rudolf Graber und im Beisein des Generalabtes Sighard Kleiner. Als Äbtissin setzte sie verschiedene Renovierungsarbeiten, darunter am Bibliothekssaal, um. Für ihr kulturelles Engagement erhielt sie verschiedene hochrangige Auszeichnungen. Die Totenfeier übernahm Bischof Manfred Müller, der ihre Verdienste gebührend würdigte.

## Auszeichnungen
- Bundesverdienstkreuz am Bande (1977)
- Medaille „Für vorbildliche Heimatpflege“
- Bayerischer Verdienstorden
- Ehrenbürgerrecht der Stadt Waldsassen (1983)